# Język bidżori
Język bidżori – język naturalny należący do grupy języków mundajskich rodziny austroazjatyckiej. Jest używany głównie w indyjskich stanach Madhya Pradesh i Bengal Zachodni.